# Duczki (gromada)
Duczki – dawna gromada, czyli najmniejsza jednostka podziału terytorialnego Polskiej Rzeczypospolitej Ludowej w latach 1954–1972.
Gromady, z gromadzkimi radami narodowymi (GRN) jako organami władzy najniższego stopnia na wsi, funkcjonowały od reformy reorganizującej administrację wiejską przeprowadzonej jesienią 1954 do momentu ich zniesienia z dniem 1 stycznia 1973, tym samym wypierając organizację gminną w latach 1954–1972.
Gromadę Duczki z siedzibą GRN w Duczkach utworzono – jako jedną z 8759 gromad na obszarze Polski – w powiecie wołomińskim w woj. warszawskim, na mocy uchwały nr VI/10/23/54 WRN w Warszawie z dnia 5 października 1954. W skład jednostki weszły obszary dotychczasowych gromad Duczki, Grabie Nowe, Grabie Stare, Lipiny Nowe, Lipiny Stare, Lipinki i Zagościniec ze zniesionej gminy Ręczaje w tymże powiecie. Dla gromady ustalono 27 członków gromadzkiej rady narodowej.
Gromadę zniesiono 1 stycznia 1969 a jej obszar wszedł w skład nowo utworzonej gromady Wołomin w tymże powiecie.